# Max Tonetto
Max Tonetto (ur. 18 listopada 1974 w Trieście) – piłkarz włoski grający na pozycji lewego pomocnika lub lewego obrońcy.

## Kariera klubowa
Tonetto urodził się w portowym mieście Triest. Swoją piłkarską karierę zaczynał jednak w klubie z San Marino o nazwie SS San Giovanni. W wieku 18 lat trafił do walczącej wówczas o awans do Serie A Reggiany. Jednak cały sezon 1992/1993 spędził w drużynie młodzieżowej. Na sezon 1993/1994 Tonetto został wypożyczony do grającego w Serie C2 Fano Calcio. Z kolei sezon 1994/1995 spędził już o klasę wyżej. Był podstawowym zawodnikiem zespołu Ravenna Calcio, który grał wówczas w Serie C1. W końcu po 2 latach wypożyczeń Max powrócił do Reggiany i w końcu zadebiutował w barwach tego zespołu w lidze. Rozegrał 17 meczów w Serie B, a Reggiana zajmując 4. miejsce w lidze awansowała do Serie A. Tonetto w ekstraklasie Włoch zadebiutował w 2. kolejce sezonu 1996/1997, 15 września w przegranym 0:1 meczu z SSC Napoli. W drużynie Reggiany był rezerwowym zawodnikiem. Reggiana zajmując ostatnie 18. miejsce w lidze została zdegradowana o klasę niżej.
W 1997 roku Tonetto odszedł z Reggiany i trafił do beniaminka Serie A, Empoli FC. W barwach Empli zdobył swoją pierwszą bramkę w Serie A (28 września w wygranym 2:1 wyjazdowym meczu z Fiorentiną). Empoli utrzymało się w Serie A zajmując 12. miejsce. Tonetto strzelił wówczas 3 gole w 30 meczach. W 1999 roku Empoli zajmując ostatnie 18. miejsce w lidze spadło z Serie A.
Po spadku Empoli Tonetto przeszedł do A.C. Milan. Jednak trener Milanu, Alberto Zaccheroni ostatecznie nie dał ani jednej szansy gry zawodnikowi i ten po pół roku trafił do drużyny Bologna FC. W Bolonii jednak podobnie jak w Milanie Tonetto był rezerwowym i przez rok pobytu w tym klubie zagrał w 12 ligowych meczach zazwyczaj wchodząc na boisko jako rezerwowy.
W końcu w październiku 2000 Max podpisał kontrakt z zespołem Lecce. Tam stał się podstawowym zawodnikiem zespołu. W sezonie 2001/2002 przeżył jednak swoją trzecią degradację w karierze – Lecce spadło z ligi zajmując 16. miejsce w lidze. Tonetto z Lecce pograł jeden sezon w Serie B i po roku drużyna ta wróciła w szeregi pierwszoligowców.
Latem 2004 Tonetto podpisał kontrakt z zespołem Sampdorii. Zdobył 5 bramek w 33 meczach w sezonie i przyczynił się do zajęcia przez klub z Genui 5. miejsca w lidze, które zostało nagrodzone startem w Pucharze UEFA w następnym sezonie. W sezonie 2005/2006 drużyna zajęła 12. miejsce, a Tonetto zagrał 33 mecze i zdobył 3 bramki.
Latem 2006 Tonetto skończył się kontrakt z Sampdorią i na zasadzie wolnego transferu odszedł do stołecznej Romy, która poszukiwała zawodników na lewe skrzydło. Tonetto podpisał z rzymskim klubem 2-letni kontrakt. W zespole trenowanym przez Luciano Spallettiego wywalczył miejsce w podstawowej jedenastce na lewej obronie. Swój pierwszy mecz dla „giallo-rossich” rozegrał 9 września w wygranym 2:0 meczu z Livorno. Na koniec sezonu został wicemistrzem Włoch.
11 marca 2009 w meczu 1/8 finału Ligi Mistrzów z Arsenalem Tonetto przestrzelił rzut karny, przez co jego zespół przegrał w serii rzutów karnych 6:7 i odpadł z dalszych rozgrywek. W 2010 Tonetto został wolnym zawodnikiem.
| Sezon   | Klub           | Kraj   | Rozgrywki | Mecze | Bramki |
| ------- | -------------- | ------ | --------- | ----- | ------ |
| 1992/93 | Reggiana AC    | Włochy | Serie A   | 0     | 0      |
| 1993/94 | Fano Calcio    | Włochy | Serie C2  | 30    | 2      |
| 1994/95 | Ravenna Calcio | Włochy | Serie C1  | 28    | 2      |
| 1995/96 | Reggiana AC    | Włochy | Serie B   | 17    | 0      |
| 1996/97 | Reggiana AC    | Włochy | Serie A   | 21    | 0      |
| 1997/98 | Empoli FC      | Włochy | Serie A   | 30    | 3      |
| 1998/99 | Empoli FC      | Włochy | Serie A   | 31    | 1      |
| 1999/00 | A.C. Milan     | Włochy | Serie A   | 0     | 0      |
| 1999/00 | FC Bologna     | Włochy | Serie A   | 11    | 0      |
| 2000/01 | FC Bologna     | Włochy | Serie A   | 1     | 0      |
| 2000/01 | US Lecce       | Włochy | Serie A   | 31    | 1      |
| 2001/02 | US Lecce       | Włochy | Serie A   | 32    | 0      |
| 2002/03 | US Lecce       | Włochy | Serie B   | 36    | 0      |
| 2003/04 | US Lecce       | Włochy | Serie A   | 33    | 1      |
| 2004/05 | UC Sampdoria   | Włochy | Serie A   | 33    | 5      |
| 2005/06 | UC Sampdoria   | Włochy | Serie A   | 33    | 3      |
| 2006/07 | AS Roma        | Włochy | Serie A   | 30    | 0      |
| 2007/08 | AS Roma        | Włochy | Serie A   | 35    | 1      |
| 2008/09 | AS Roma        | Włochy | Serie A   | 14    | 0      |
| 2009/10 | AS Roma        | Włochy | Serie A   | 4     | 0      |

## Kariera reprezentacyjna
W reprezentacji Włoch Tonetto zadebiutował 2 czerwca 2007 roku w wygranym meczu z Wyspami Owczymi, rozegranym w ramach eliminacji do Euro 2008.